# 3,4-Dimethoxyphenethylamin
3,4-Dimethoxyphenethylamin ist eine chemische Verbindung aus der Gruppe der Catecholamine und Phenylethylamine.

## Vorkommen
3,4-Dimethoxyphenethylamin kommt natürlich in Desmodium tiliaefolium, Pachycereus pecten-aboriginum, Trichocereus peruvianus und anderen Trichocereus-Arten, Echinocereus merkeri und Lophophora williamsii (Peyote) vor.

## Gewinnung und Darstellung
3,4-Dimethoxyphenethylamin kann aus Vanillin hergestellt werden. Dabei wird zunächst die freie Hydroxygruppe methyliert, dann durch Kondensationsreaktion mit Natriumacetat und Essigsäureanhydrid die Dimethylkaffeesäure hergestellt. Diese wird zur Dimethylhydrokaffeesäure reduziert, mit Phosphorpentachlorid in das Dimethylhydrokaffeesäurechlorid und dann mit Ammoniak in das Dimethylhydrokaffeesäureamid überführt. Durch Reaktion mit Natriumhypochlorit wird schließlich das 3,4-Dimethoxyphenethylamin erhalten.

## Eigenschaften
3,4-Dimethoxyphenethylamin ist eine brennbare, schwer entzündbare, licht- und luftempfindliche, gelbliche Flüssigkeit mit aminartigem Geruch, die mischbar mit Wasser ist.

## Verwendung
3,4-Dimethoxyphenethylamin wird als Vorläufer für die Synthese von Isochinolinen (Verapamil) verwendet.